# Opel Antara
O Antara é um utilitário esportivo de porte médio da Opel, no Brasil foi comercializado como Chevrolet Captiva.